# Коксай (Карасайский район)
Коксай (каз. Көксай, до 1998 г. — Путь Ильича) — село в Карасайском районе Алматинской области Казахстана. Входит в состав Иргелинского сельского округа. Находится примерно в 13 км к северо-востоку от центра города Каскелен. Код КАТО — 195247400.

## История
Населённый пункт основан в 1935 году как опытное хозяйство Казахского научно-исследовательского института земледелия имени Вильямса. Первоначальное название — Путь Ильича. В 1998 году название было изменено на Коксай.

## Население
В 1999 году население села составляло 4835 человек (2389 мужчин и 2446 женщин). По данным переписи 2009 года, в селе проживало 7769 человек (3841 мужчина и 3928 женщин).